# Formostenus townesi
Formostenus townesi är en stekelart som beskrevs av Jonathan 1980. Formostenus townesi ingår i släktet Formostenus och familjen brokparasitsteklar. Inga underarter finns listade i Catalogue of Life.